# Sainte-Marguerite-Lafigère
Sainte-Marguerite-Lafigère é uma comuna francesa na região administrativa de Auvérnia-Ródano-Alpes, no departamento de Ardèche. Estende-se por uma área de 10,07 km². Em 2010 a comuna tinha 112 habitantes (densidade: 11,1 hab./km²).